# Giovanni Battista Castaldo

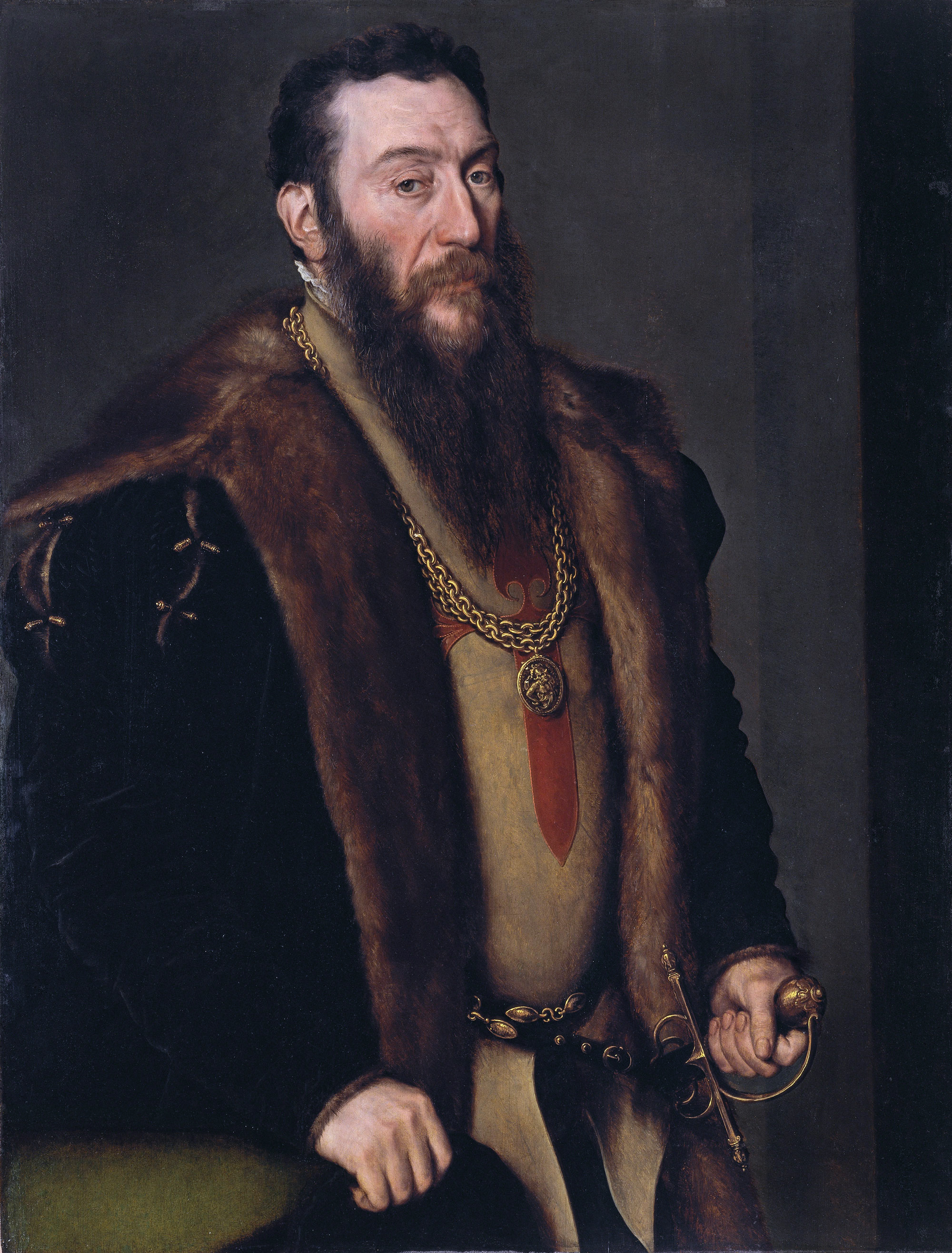
Giovanni Battista Castaldo

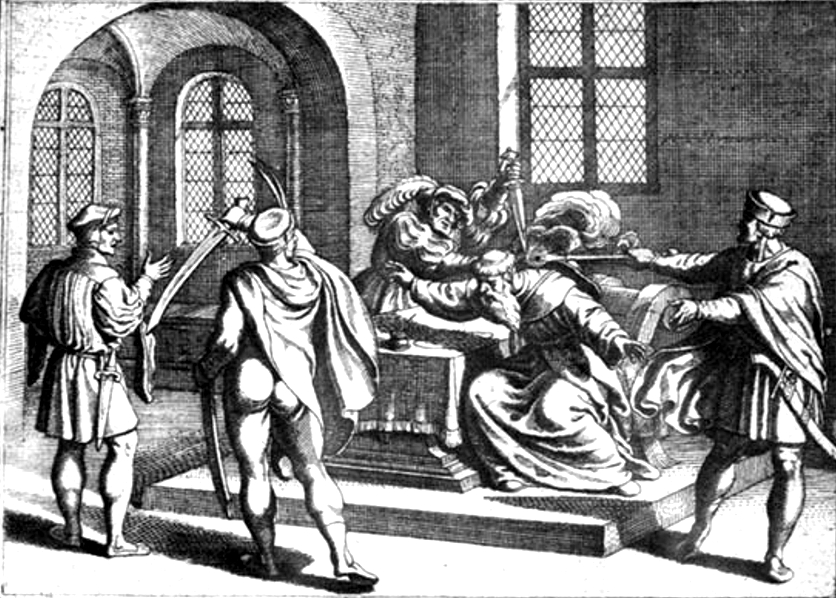
Ermordung des Kardinals Georg Martinuzzi im Dezember 1551

Giovanni Battista Castaldo (* 1493 in Nocera de’ Pagani; †  6. Januar 1563 in Mailand) war ein italienischer Condottiere und General.
Castaldo ging in jungen Jahren unter dem Feldherren Pescara in spanische Dienste und nahm an zahlreichen kämpfen gegen die Franzosen in der Lombardei, so 1525 in der Schlacht bei Pavia. Danach diente unter dem Connetabler Karl von Bourbon. Nach dessen Tod kämpfte er im Neapolitanischen gegen die Franzosen unter Lautrec, nach dessen Niederlage kam er zum kaiserlichen General Philipp von Oranien, der für Kaiser Karl V ins Feld zog. Er kämpfte bei der Belagerung von Florenz. Er zeichnete sich aus und fiel durch seine Tapferkeit dem General auf. Castaldo kämpfte 1529 bei der Verteidigung von Wien gegen die Türken und auch im Schmalkaldischen Krieg.
Im Jahr 1551 wurde er als Heerführer König Ferdinands in den Kampf gegen das Osmanische Reich unter Süleyman I. nach Siebenbürgen entsandt. Zusammen mit Andreas Bathori, Thomas Nadasdy und Stephan Losoncy überschritt er das Gebirge und eroberte Klausenburg.
Nachdem die kaiserlichen Truppen unter General Castaldo nach Siebenbürgen eingedrungen waren, reagierten die Osmanen mit Überfällen auf das Banat. Im Dezember 1551 arrangierte Castaldo die Ermordung des Siebenbürger Kardinals Georg Martinuzzi.